# Nuis (dorp)
Nuis (Gronings: Nuus) is een dorp in de gemeente Westerkwartier in de Nederlandse provincie Groningen. De naam komt van nij huis (nieuw huis), dat is geassimileerd tot Nuis. Het dorp heeft volgens het CBS 650 inwoners (2023).

## Geografie
Het dorp ligt tussen het dorp Marum en Leek. Aan de oostkant het dorp ligt het bijna-tweelingdorp Niebert, waarmee Nuis een gemeenschappelijke bewoningsas deelt. Buiten de bebouwde kom reikt het postcodegebied van Nuis een stuk verder naar het westen dan naar het oosten. Aan de oostkant van het dorp gaat Nuis buiten de bebouwde kom vrijwel direct over in het postcodegebied van Niebert. Aan de westkant liggen de buurtschap 't Malijk en het dorp Marum. Ten noorden van Nuis liggen het dorp Lucaswolde en het Oud Diep en ten zuiden de Jonkersvaart. Het dorp behoorde vroeger tot het ommeland Vredewold en ligt op dezelfde dekzandrug als Marum, Niebert, De Holm en Tolbert. In de middeleeuwen raakte deze zandrug in het Westerkwartier weer bevolkt en rond de 10e eeuw begon men ook met het afgraven van het omliggende veen. In Nuis en Niebert ontstond zo het kenmerkende landschap van opstrekkende heerden, van het Oude Diep tot ver in de veengebieden bij Zevenhuizen. Zo breidde de toenmalige eigenaar van de Coendersborg (destijds nog Fossemaheerd) zijn landerijen dusdanig uit dat het tot een treffen kwam met de Heer van Nienoord bij het Bolmeer.
Alle percelen in dit coulisselandschap werden van elkaar gescheiden door sloten en singels met als gevolg het karakteristieke coulisselandschap van het zuidelijke Westerkwartier. De oude, noordelijke ontwikkelingsas van Nuis-Niebert ligt voor Nuis aan de Nieuweweg en voor Niebert aan de Molenweg. De plaatsen van de kerk van Nuis en de kerk van Niebert herinneren hier nog aan. Deze as werd verlaten, omdat de grond door het afgraven inklonk. Men begon toen met de bouw van boerderijen rond het Malijksepad, in Nuis 'Oudeweg' geheten. Later schoof de ontwikkelingsas weer naar het noorden. Door het verlies van de zuidelijke gebieden aan de Heer van Nienoord verloor Nuis de helft van de oppervlakte. Met het ontstaan van het dorp Jonkersvaart verloor Nuis nog meer aan oppervlak.

## Geschiedenis
Nuis was zeer welvarend in de 19e eeuw. Het dorp kende een aantal aanzienlijke boerderijen waarvan de Fossemaheerd samen met de Harkemaplaats en de Heringheplaats uitgroeide tot de Coendersborg. Een andere grote boerderij in het dorp was de Offeringaheerd. Daarnaast had het dorp in die tijd ook drie molens. Er bevond zich een korenmolen op het perceel direct ten oosten van de brede school 't Sterrenpad, dit was een stellingmolen, net als de Nieberter molen. Aan de Oudeweg tussen de Fossemalaan en de Van Teijenslaan stond een boekweitmolen. De derde molen, een watermolen, stond op een sloot naast de Schipsloot. De molen was eigendom van Benedictus van Teyens en betrof waarschijnlijk een spinnenkop of een wipmolen. In de decennia na de Tweede Wereldoorlog groeide Nuis weer en werd er veel nieuwbouw gepleegd op het land tussen de Nieuweweg en de Oudeweg. Zo ontwikkelden zich de Kerklaan, Coenderslaan, Fossemalaan, Van Teijenslaan en de Offeringalaan en kreeg Nuis het huidige uiterlijk.
Voordat in 2019 de fusiegemeente Westerkwartier gevormd werd, behoorde Nuis tot de gemeente Marum.
| 192¹                                                                                     | 546 | 477 | 519 | 513 | 483 | 471 | 580 | 403 | 540 | 585 | 710 | 650 | 670 | 680 | 685 | 738 | 670 | 670 | 650 |
| Data afkomstig van volkstellingen.nl & CBS. ¹ deel inwoners van Niebert bij Nuis gevoegd |     |     |     |     |     |     |     |     |     |     |     |     |     |     |     |     |     |     |     |

## Gebouwen

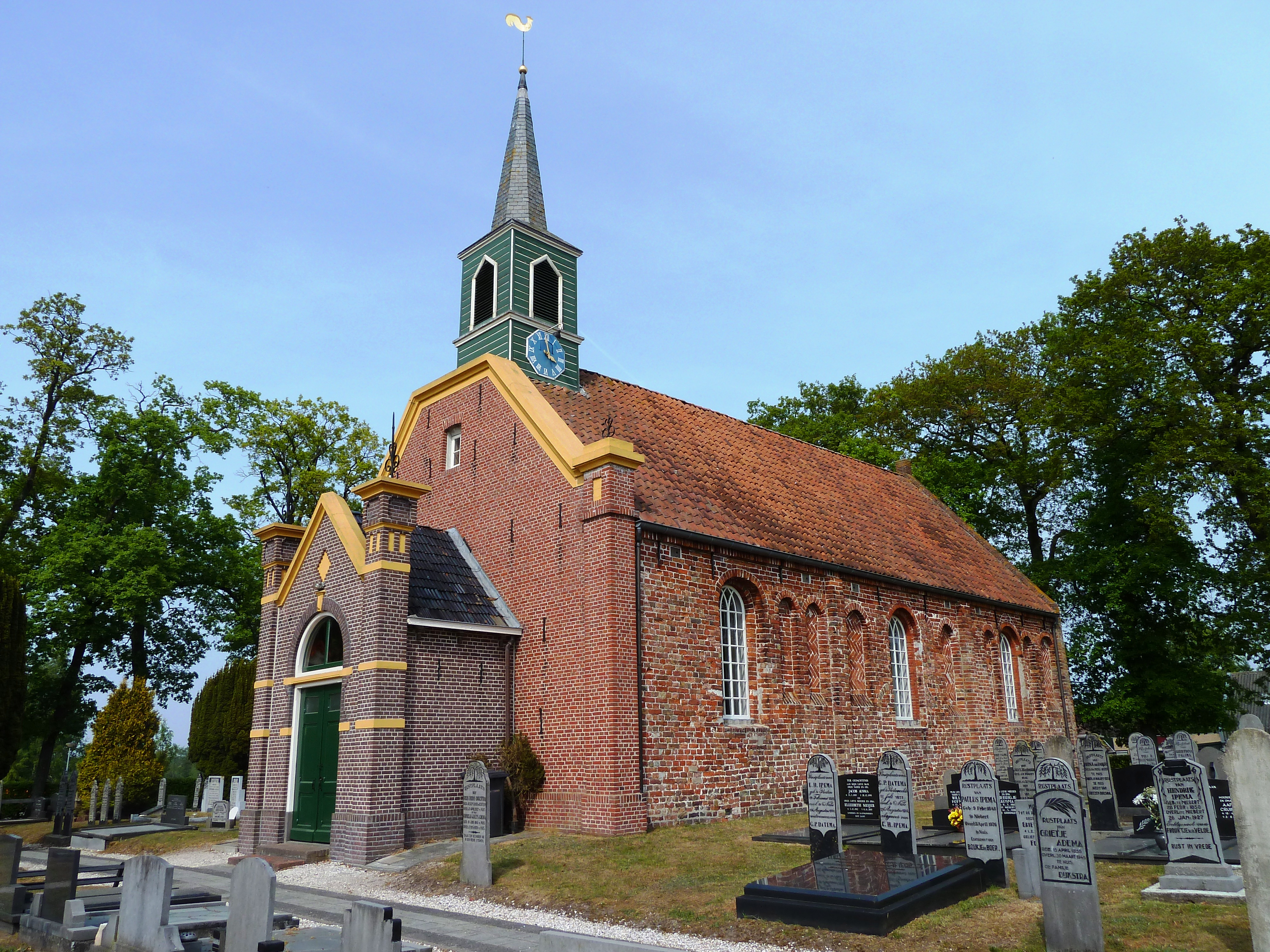
Hervormde kerk

### Kerk
Aan de westkant van het dorp staat de hervormde kerk van Nuis. De kerk is een middeleeuwse zaalkerk uit de 13e eeuw en is grotendeels in romanogotische stijl opgetrokken. Deze stijl komt zeer weinig voor in deze streek. De kerk bevindt zich op een opgeworpen heuvel die ook zeer beeldbepalend is voor het dorp. Het interieur is erg beïnvloed door de bewoners van de Coendersborg. Zo bevinden zich in de kerk twaalf rouwborden van de families Van Teyens en Fockens.

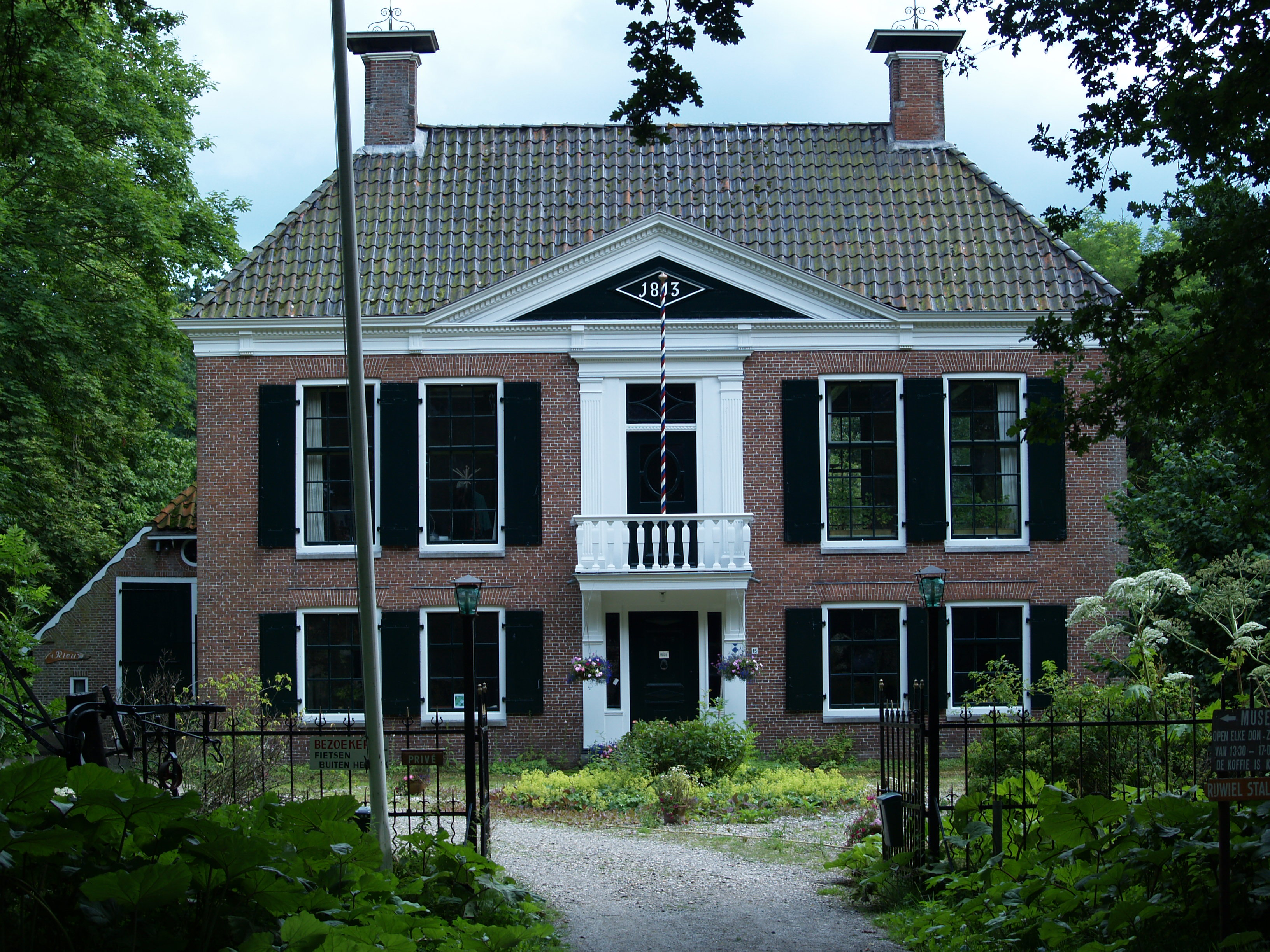
Coendersborg

### Coendersborg
Aan de zuidwestkant van het dorp ligt de Coendersborg, een omgrachte borg uit 1813. De borg staat aan het Malijksepad en is ontstaan uit drie heerden, waaronder de Fossemaheerd. Aan weerszijden van de borg staan twee monumentale boerderijen waarvan de westelijke nog in gebruik is als boerenbedrijf. Het deel van het landgoed dat na de verkoop van vele landerijen over was, is in de 20e eeuw beplant met naald- en loofbos, deels in Engelse landschapsstijl. Tegenwoordig heeft dit natuurgebied de naam 'Coendersbos'. Het is nu eigendom van Het Groninger Landschap en vrij toegankelijk voor fietsers en wandelaars. Voorheen was in de schuur en de tuin van de borg landbouwmuseum 't Rieuw ondergebracht (Rieuw= gereedschap). Het museum is in 2012 overgeplaatst naar de boerderij ten oosten van de borg, in de volksmond de 'boerderij van Kimm’. Hiervoor is de boerderij volledig verbouwd en is het perceel voorzien van een parkeerplaats. Het voorhuis van de boerderij wordt gebruikt als vakantiehuis.

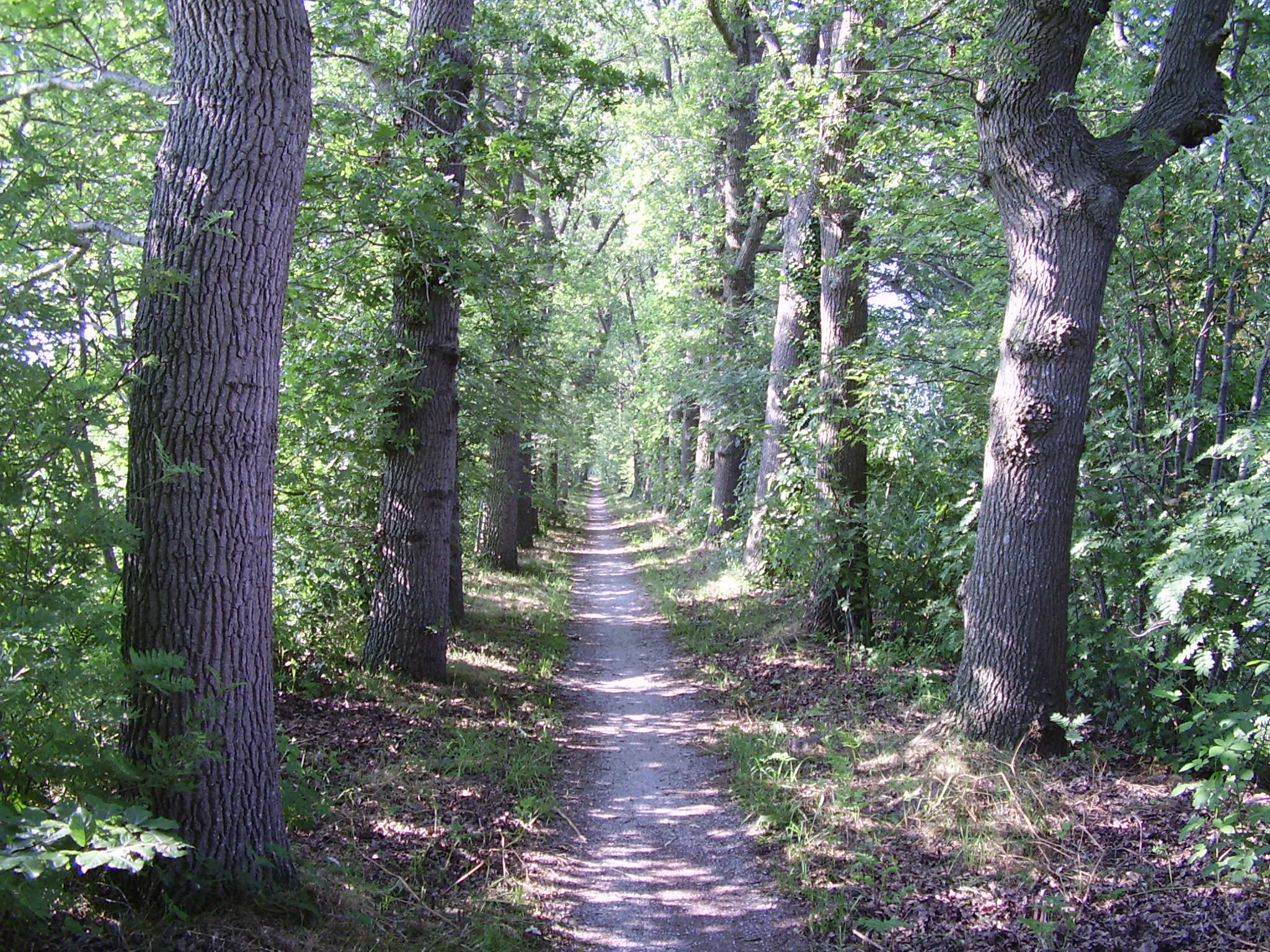
Fietspad door de Coendersbos

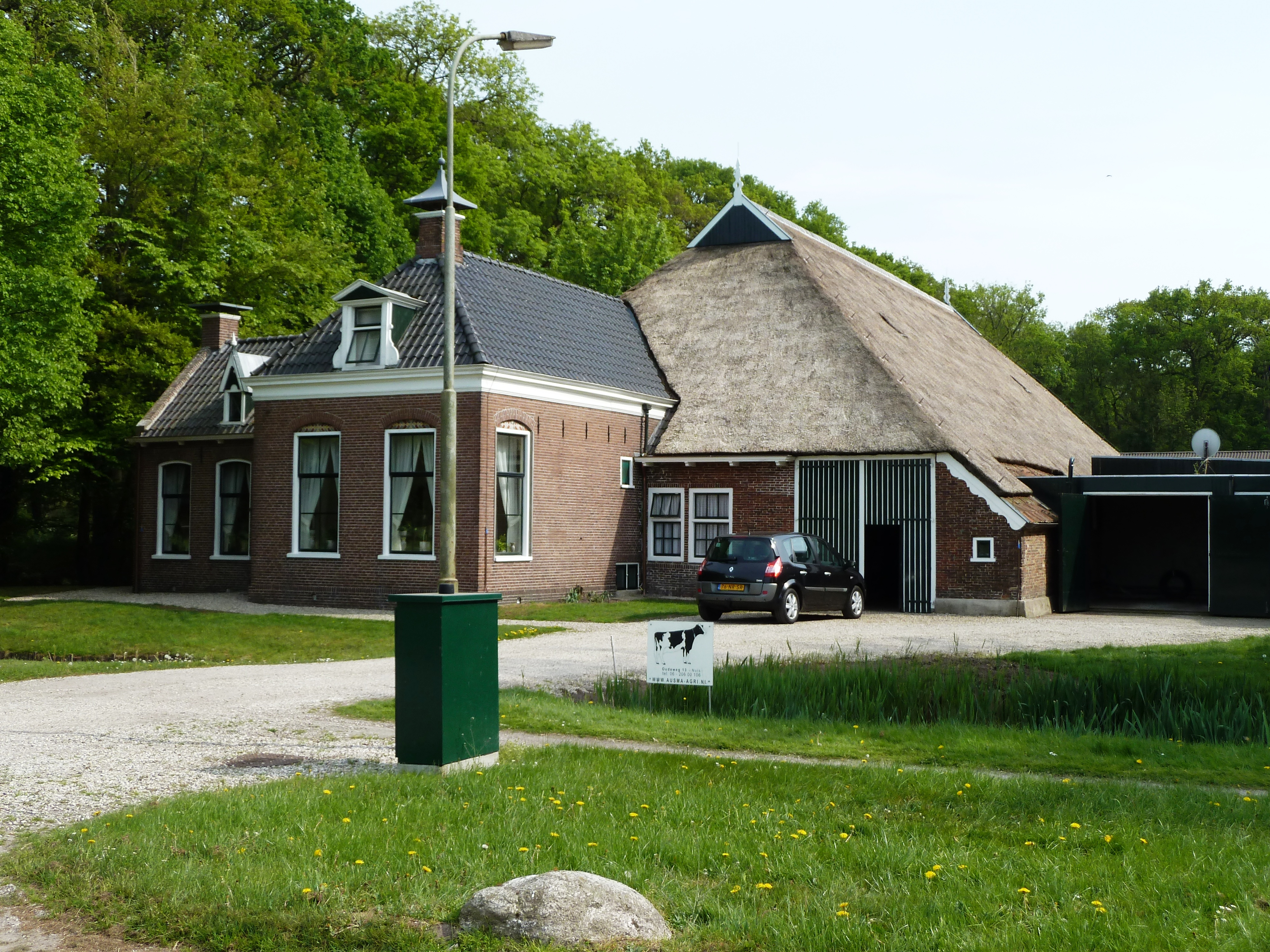
Kop-rompboerderij ten westen van de Coendersborg

### Kamp Nuis
In 1941 werd door de Nederlandse Arbeidsdienst een werkkamp opgericht. In Kamp Nuis werden na de oorlog gevangengenomen collaborateurs gevangengezet. Daarna bood het kamp onderdak aan jonge gevangenen en na 1951 aan Ambonezen. Het kamp werd na 1964 gesloopt. In 2016 dook in Jonkersvaart nog een barak op van het voormalige kamp dat in gebruik was als schuur. Men hoopt deze barak terug te kunnen brengen naar Nuis, mogelijk naar museum 't Rieuw.

#### Noordelijk Archeologisch Depot
Tegenwoordig is op de plek van het kamp het Noordelijk Archeologisch Depot (NAD) gevestigd. Hier worden alle archeologische vondsten (onderhand een paar miljoen) uit de drie noordelijke provincies ondergebracht en van hieruit worden ze in bruikleen gegeven aan musea.

## Maatschappelijk leven
Nuis heeft samen met Niebert een zeer levendig verenigingsleven. De beide dorpen hebben tal van verenigingen, zoals: voetbalvereniging SVMH, korfbalvereniging Wees Kwiek, volleybalvereniging Fair Play, muziekvereniging Amicitia en carbidclub Rood-Zwart. Het dorpshuis 'De Vrijborg' staat tegenover de kerk op de bult van Nuis. Door stichting 'Spek om Spinnen' wordt om de twee jaar een openluchtspektakel verzorgd in de tuin van de Coendersborg.

## Onderwijs
Aan de oostkant van het dorp staat de basisschool 't Sterrenpad, waar jenaplanonderwijs aangeboden wordt. De school is een fusie van de basisschool De Kring uit Niebert en De Coepel uit Nuis. Het schoolgebouw van De Coepel stond aan de Coenderslaan. Daarvoor stond de school op de hoek van de Kerklaan en de Oudeweg; hiervan is de oude schoolmeesterwoning nog te zien.

## Openbaar vervoer
Tot 1985 liep de tramlijn Drachten - Groningen door het dorp. Door Nuis reed tot 2012 lijn 88 (Marum - Groningens HS). Lijn 89 (Drachten - Groningen HS) gold vervolgens als vervanger tot de route aangepast werd in 2014. Lijn 89 werd veranderd naar lijn 589 en is nu een buurtbus tussen Marum en Hoogkerk. Deze bus halteert op drie plaatsen in Nuis. Voor openbaar vervoer naar Groningen of Drachten is Nuis aangewezen op de haltes aan de A7 bij Marum of Niebert (Boerakker), alwaar de lijnen 133 en 304 halteren.

## Geboren in Nuis
- Hedde Boerema (1920-2001), politicus
- Ate Doornbosch (1926-2010), volkenkundige en radiopresentator
- Auke Jans van Nuis (ca. 1600-16??), voorvader van Isaac Newton Van Nuys (20 november 1836 - 12 februari 1912) naamgever van Van Nuys, een wijk en vliegveld in Los Angeles